# Federación de Fútbol de la India
La Federación de Fútbol de la India (en inglés, All India Football Federation; en hindi, अखिल भारतीय फुटबॉल संघ), conocida también por sus siglas en inglés (AIFF), es la institución responsable de organizar y regular los campeonatos nacionales en la India. También es responsable de las distintas selecciones nacionales. Su sede se encuentra en Nueva Deli.
Fue fundada en 1937, aunque las primeras federaciones de algunos estados se fundaron a finales del siglo XIX. La pionera fue la Asociación de Fútbol de la India, perteneciente a Bengala (hoy Bengala Occidental) y creada en 1893. Actualmente la AIFF está formada por 33 asociaciones estatales, que organizan y regulan este deporte en sus respectivos territorios.
La AIFF se afilió a la FIFA en 1948 y fue miembro fundador de la Confederación Asiática de Fútbol en 1954.

## Historia
Antes de que se crease la actual Federación, existían organismos a nivel regional en algunas provincias. El más importante era la "Asociación de Fútbol de la India" (IFA), que pese a su nombre regulaba el juego en la región de Bengala. La IFA se creó en 1893, estaba afiliada a la Asociación de Fútbol de Inglaterra y funcionaba de facto como el máximo referente en el territorio.
El 23 de junio de 1937, los presidentes de seis asociaciones regionales (encabezadas por Bengala) se reunieron en Shimla para crear la actual Federación de Fútbol de la India (AIFF). Cuando India consiguió la independencia en 1947, se afilió a la FIFA al año siguiente. Y en 1954 fue miembro fundador de la Confederación Asiática de Fútbol.
El primer torneo que disputó el nuevo país fueron los Juegos Olímpicos de 1948. El combinado nacional llamó la atención porque sus futbolistas jugaban descalzos, y en su único partido perdieron contra Francia por 2:1. Sarangapani Raman fue el primer goleador indio en competiciones internacionales. Dos años después el país se clasificó como representante asiático para la Copa Mundial de Fútbol de 1950, pero nunca llegó a disputarla; la Federación rechazó viajar a Brasil al no poder asumir el gasto. La última gran actuación india fue en los Juegos Olímpicos de 1956, al finalizar en cuarta posición. Desde entonces, su desempeño ha ido en decadencia hasta caer en la zona baja del ranking FIFA.
Las asociaciones afiliadas a la Federación organizan sus propios torneos. No fue hasta 1996 cuando se creó la primera liga nacional, la National Football League. En 2007 se transformó en la I-League, que continúa siendo la máxima división, y en 2008 se añadió al sistema una segunda categoría estatal.

## Competiciones
La Federación de Fútbol de la India gestiona las siguientes competiciones:
- Superliga de India: Campeonato profesional de máxima categoría que no responde a un sistema de ligas, sino de franquicias.
- I-League: Campeonato profesional de máxima categoría, refundado en 2007 y que responde a un sistema de ligas.
- I-League 2nd División: Campeonato de segunda división en el sistema de ligas.
- Copa Durand: Copa de fútbol, es el torneo de clubes más antiguo de la India que se celebra desde 1888.
- Copa Federación: Copa de la Liga, participan todos los clubes de primera y segunda división. En vigor desde 1977.
- Trofeo Santosh: Torneo con selecciones de los estados y territorios de la India.

Hay que tomar en consideración que la Federación de Fútbol de la India, reconoce como máximas categoría de fútbol tanto a la I-League como a la Superliga de India, sin que entre ambas se superpongan. La I-League es la máxima categoría de acuerdo al sistema de ligas. La Superliga de India es la máxima categoría en cuanto al sistema de franquicias donde no existen ascensos ni descensos (modelo norteamericano).